# Estación Central de Copenhague
La Estación Central de Copenhague (en danés: Københavns Hovedbanegård, conocida popularmente como København H) es la principal estación de ferrocarril de Copenhague, Dinamarca. Es la estación de tren más grande de Dinamarca, aunque la cercana estación de Nørreport tiene un rendimiento de pasajeros más grande si se incluyen los servicios urbanos S-tog y de Metro. Está situado entre los barrios de Indre By y Vesterbro con entrada por Bernstorffsgade (en los jardines de Tivoli), Banegårdspladsen, Reventlowsgade y el acceso a las plataformas de Tietgensgade.
La estación central de Copenhague es el centro de la red ferroviaria DSB que sirve a Dinamarca y cubre los destinos internacionales. Ofrece servicios de trenes InterCity y Express en toda Dinamarca, así como servicios a varios destinos internacionales, servicios de trenes regionales regulares y frecuentes desde y hacia Selandia y el sur de Suecia y los servicios ferroviarios de cercanías en la red S-tog.
El edificio de la estación actual se inauguró en 1911 y es obra del arquitecto Heinrich Wenck. La estación cuenta con 7 plataformas y 13 vías. En el vestíbulo de la estación hay muchas tiendas pequeñas, cafeterías y restaurantes de comida rápida. Se encuentra en la zona tarifaria 1.